# Parc de la Pede
Le parc de la Pede (en néerlandais : Pedepark) est un site naturel protégé du quartier de Neerpede à Anderlecht.
Il tient son nom du ruisseau qui le traverse : la Pede (à Anderlecht) ou Neerpedebeek (à Dilbeek). Ce lieu créé dans les années 1970 dans le premier but de cesser les inondations dues aux crues de la Pede par la création de bassins d’orages, s’est développé au fil du temps comme un endroit d’interactions sociales pour les Anderlechtois recherchant la beauté de la nature et son calme  et les activités sportives autour des étangs. La création de ce parc de 40 hectares a toutefois modifié l’aspect de Neerpede en la transformant en partie d’un lieu rural en un parc de ville.